# بنکوی عشایر دهنه قلعه‌ها
بنکوی عشایر دهنه قلعه‌ها، روستایی در دهستان کوهستان بخش رستاق شهرستان داراب در استان فارس ایران است.

## جمعیت
بر پایه سرشماری عمومی نفوس و مسکن در سال ۱۳۹۵، جمعیت این روستا برابر با ۱۴۱ نفر (۴۶ خانوار) بوده است.